# Lobelia
Pour les articles homonymes, voir Lobelia.
Genre
Lobelia est un genre de plantes, les lobélies ou cardinales, de la famille des Campanulaceae. Il  contient environ 300 espèces à travers le monde. Le genre a été nommé par Charles Plumier en l'honneur du botaniste flamand Mathias de l'Obel, Carl von Linné le réutilisa par la suite.
Les lobélies ont donné leur nom à l'un des alcaloïdes qu'elles contiennent, la lobéline.

## Utilisations
Lobelia inflata est connue comme plante de remplacement du tabac lors des rites pour ses propriétés magiques semblables à celles du tabac (selon les Indiens d'Amérique du Nord), mais aussi comme substitut à la nicotine (la lobéline - un des alcaloïdes de type pipéridine contenu dans la lobélia - agissant chimiquement comme la nicotine).
Plusieurs espèces sont cultivées comme plante d'ornement.

## Liste d'espèces

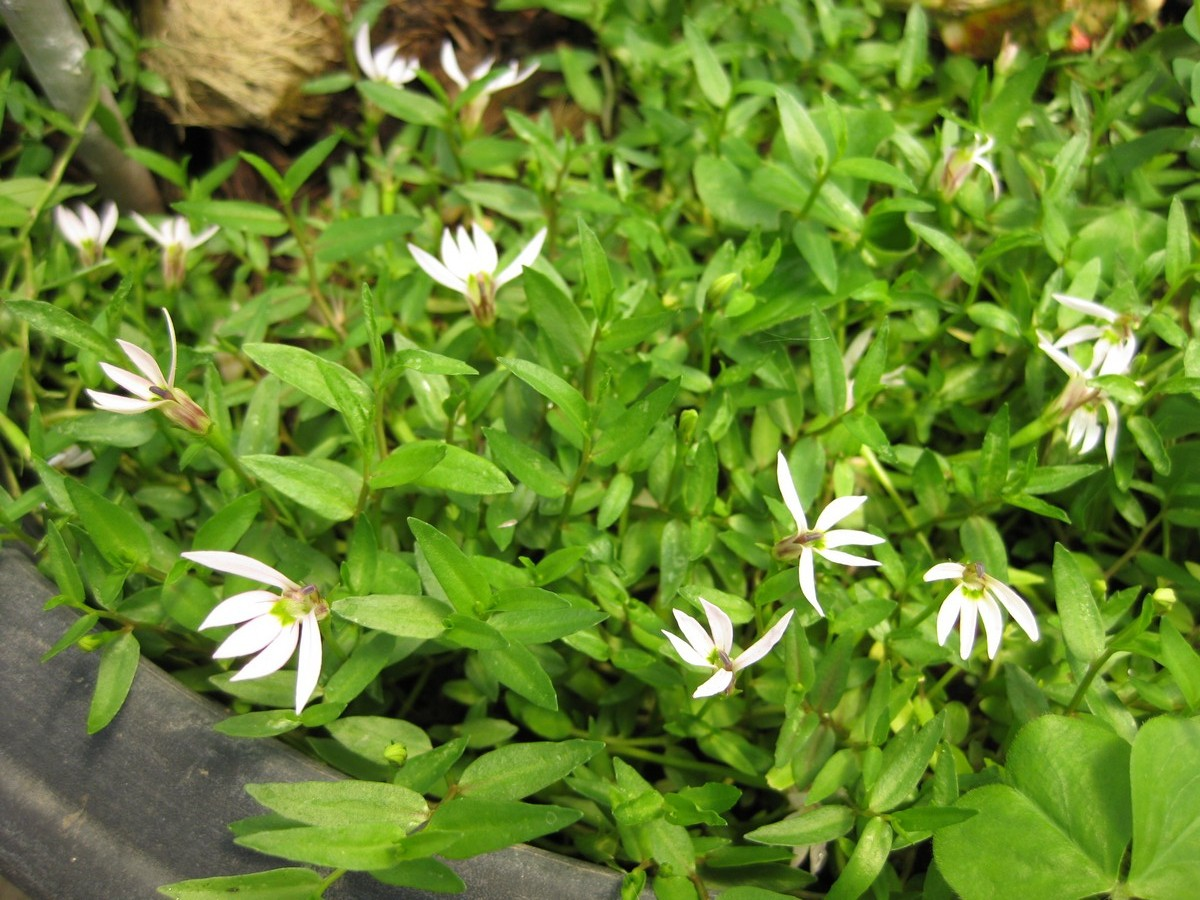
Lobelia chinensis, Jardin botanique de la reine Sirikit, Thaïlande

Selon Catalogue of Life (25 septembre 2017) :

## Galerie photographique

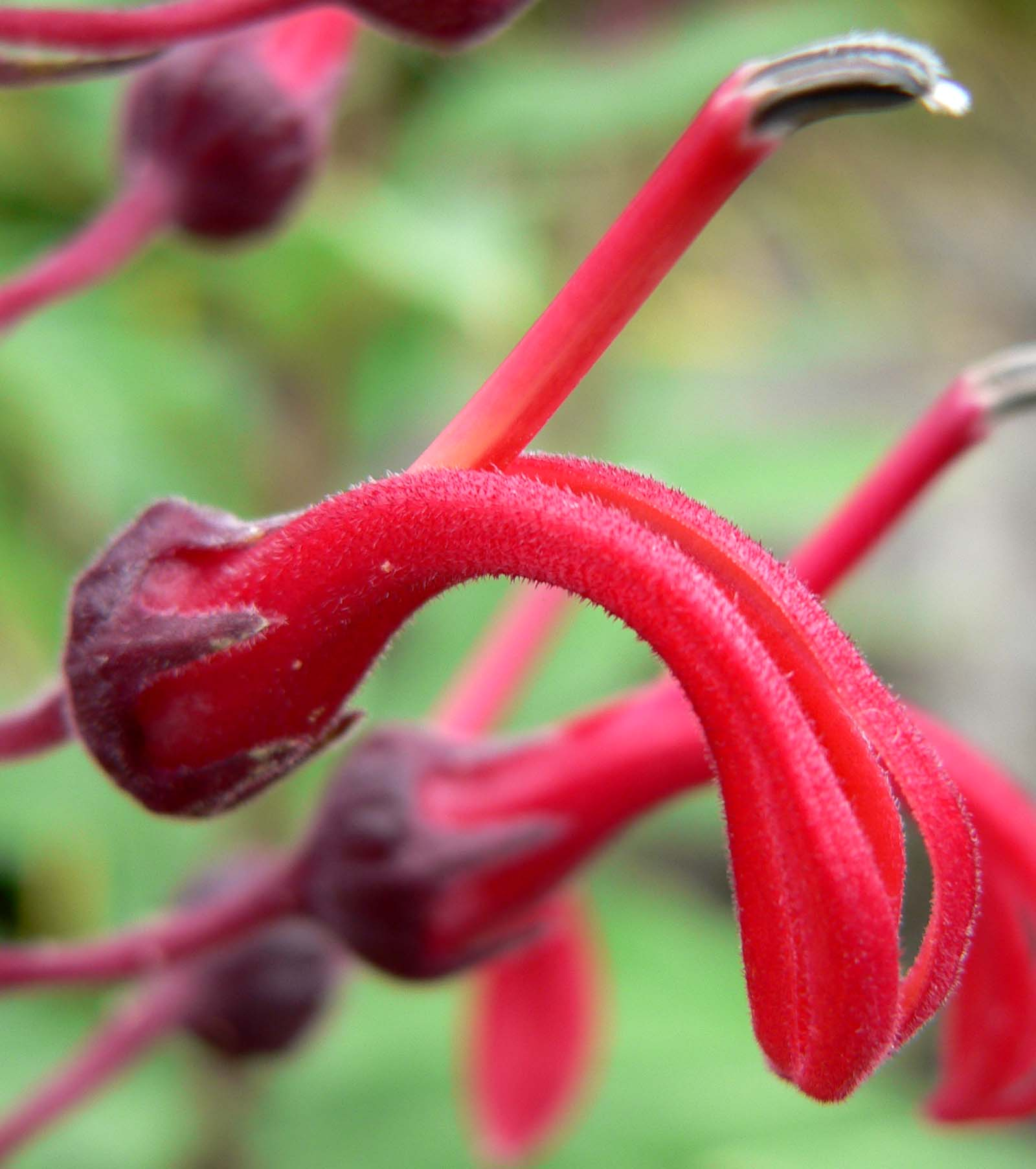
Lobelia tupa
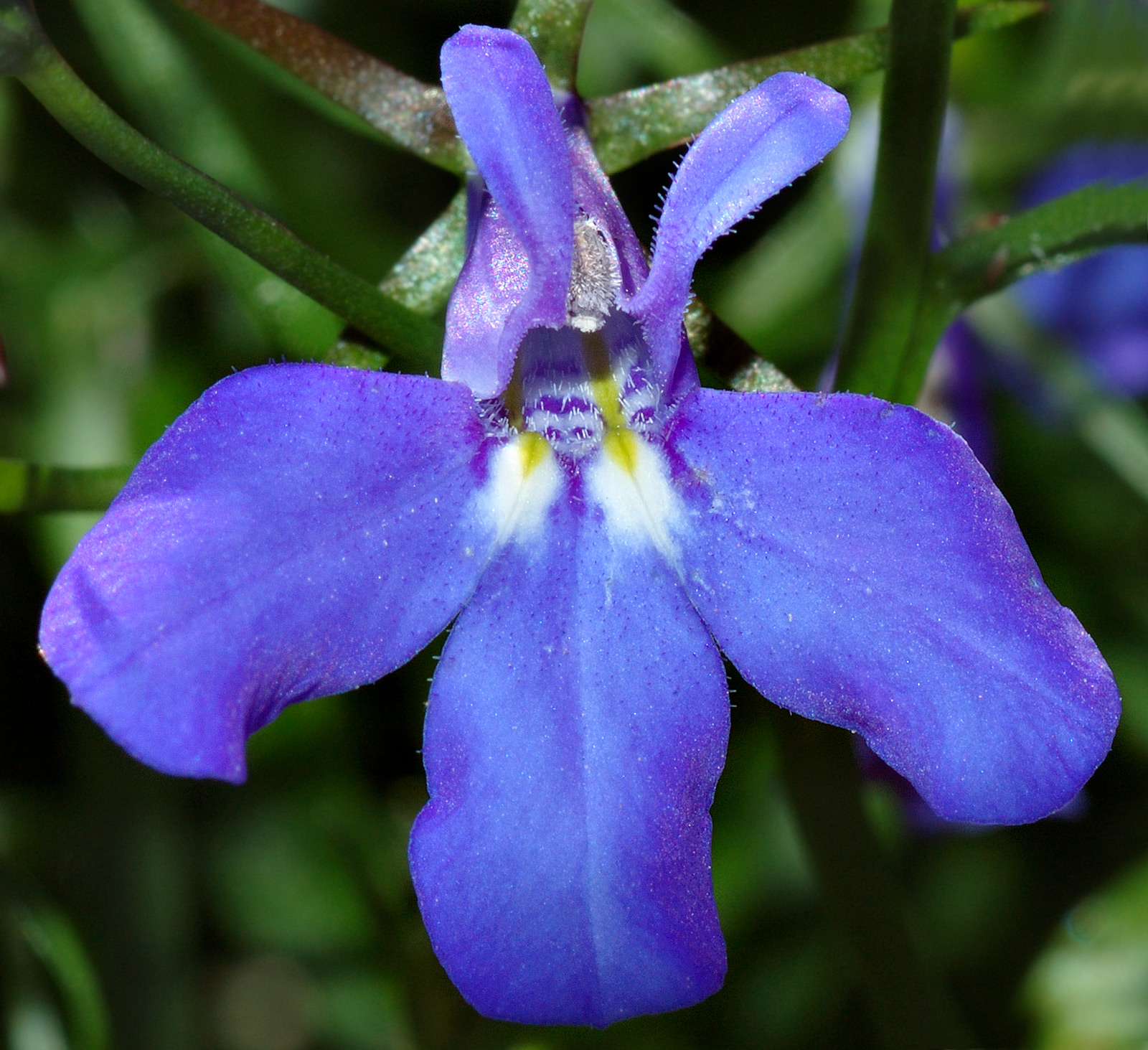
Lobelia erinus
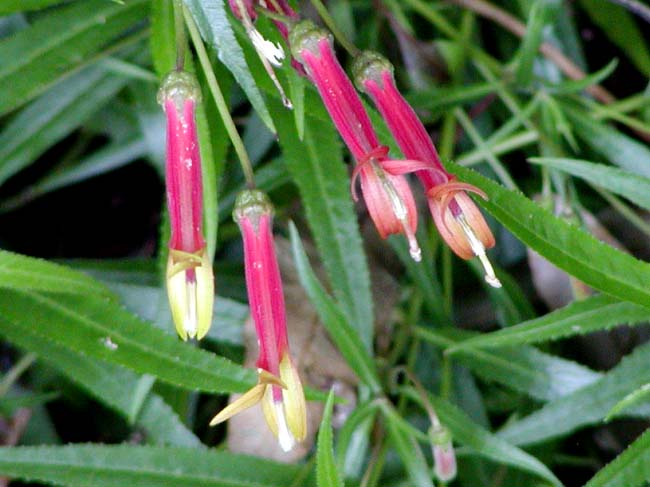
Lobelia laxiflora
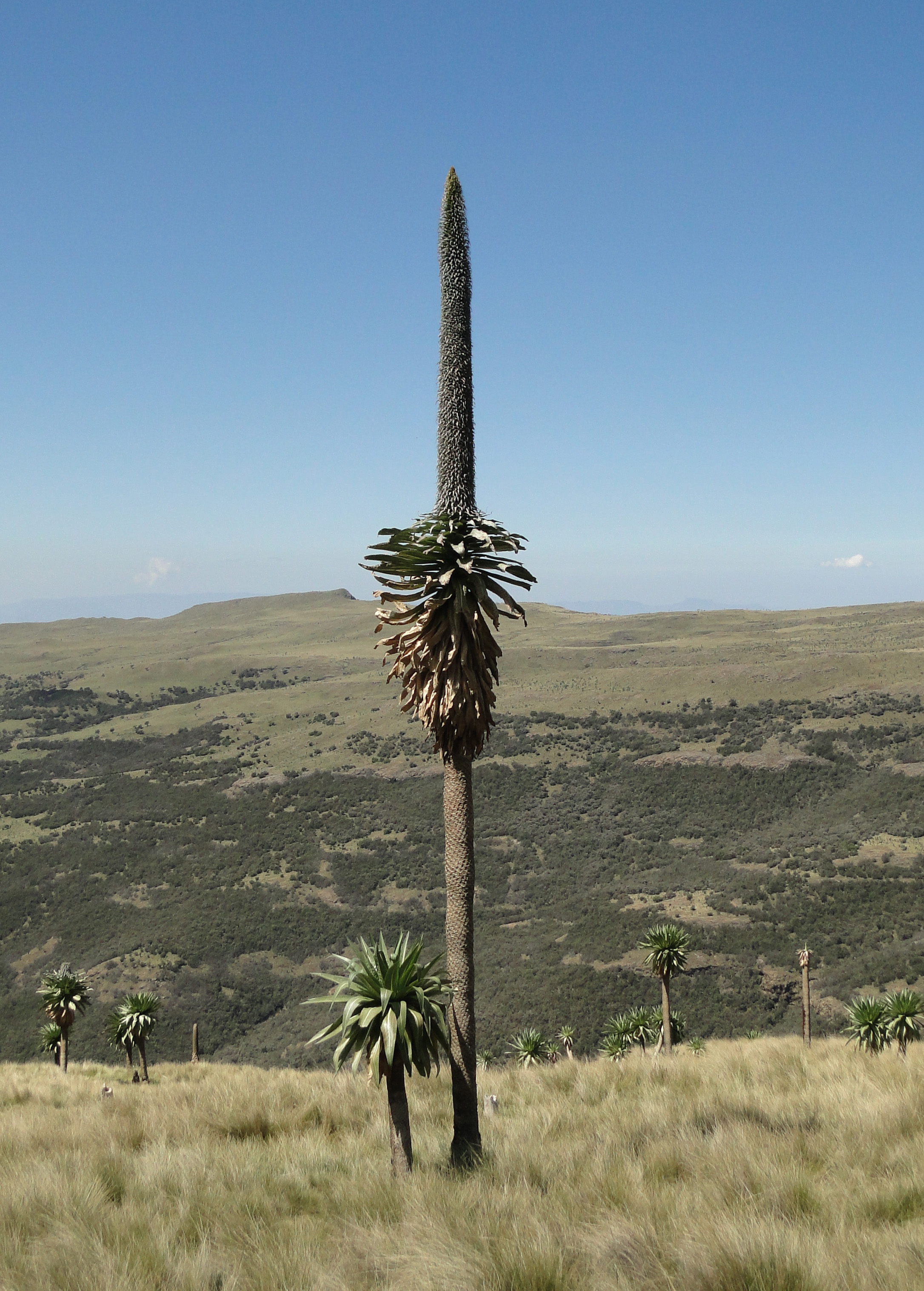
Lobelia rhynchopetalum dans le Parc national du Simien, Éthiopie